# شارل کایه
شارل کایه (فرانسوی: Charles Crahay‎؛ زادهٔ ۹ نوامبر ۱۸۸۹ - درگذشته نامشخص) شمشیرباز اهل بلژیک بود.
وی در مسابقات کشوری و بین‌المللی در مجموع برندهٔ ۱ مدال نقره شده‌است.